# 1986 en Nouvelle-Écosse
Chronologie de la Nouvelle-Écosse
- 1982
- 1983
- 1984
- 1985
- 1986
- 1987
- 1988
- 1989
- 1990

Cette page concerne des événements survenus en 1986 dans la province canadienne de Nouvelle-Écosse.

## Politique
- Premier ministre : John Buchanan
- Chef de l'Opposition :
- Lieutenant-gouverneur : Alan R. Abraham
- Législature :

## Naissances

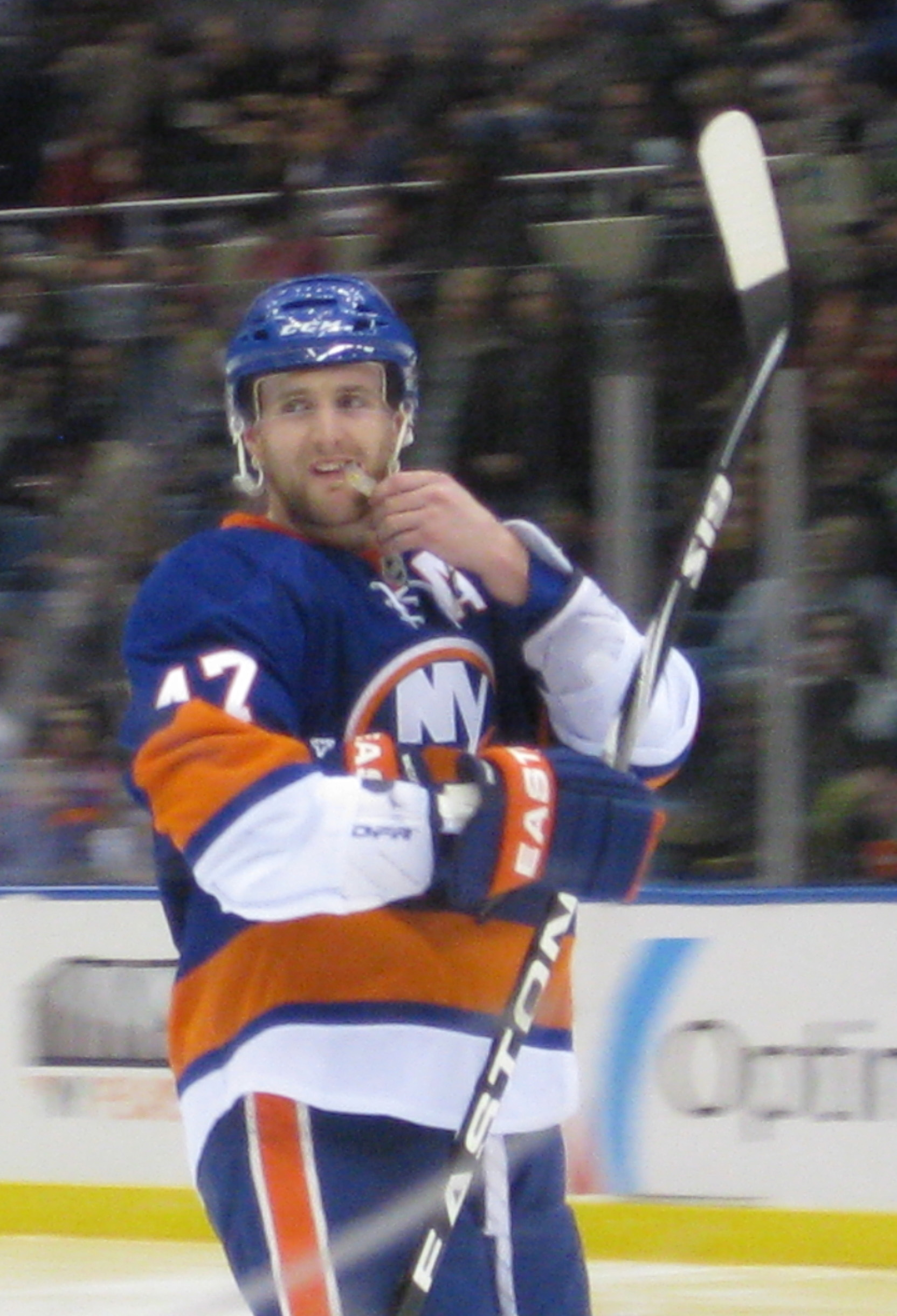
Andrew MacDonald

- 7 septembre : Andrew MacDonald (né à Judique), joueur professionnel de hockey sur glace.